# Tijgerhaaien
Tijgerhaaien (Odontaspididae) vormen een familie van haaien uit de orde van de Makreelhaaien (Lamniformes). Deze familie moet niet worden verward met die van de tijgerhaai (Galeocerdo cuvier) die behoort tot de familie Carcharhinidae.
Ze worden aangetroffen aan beiden zijden van de Atlantische kust, maar voornamelijk treft men ze aan in het westen van de Indische Oceaan en in de Golf van Maine. Er zijn in totaal vier soorten in twee geslachten.

## Anatomie
Tijgerhaaien hebben een grote tweede rugvin en worden gemiddeld 1,8 m tot 2,7 meter lang. Het lijf is bruin van kleur met donkere markeringen op de bovenste helft. Ze bezitten een rudimentaire zwemblaas, ongewoon bij haaien, waardoor ze een buitengewone controle hebben over hun drijfvermogen. Hun naaldachtige tanden zijn uitgerust om vissen aan te spiesen.

## Voortplanting
Tijgerhaaien broeden twee embryo's uit, in elke baarmoeder een. De sterkste embryo's eten de andere embryo's en onbevruchte eieren op, nog voor hun geboorte. De broedtijd bedraagt negen tot twaalf maanden.

## Geslachten
- Carcharias Rafinesque, 1810
- Odontaspis Agassiz, 1838